# OGLE-TR-111b
OGLE-TR-111bは、りゅうこつ座の方角に約5000光年の位置にある太陽系外惑星である。恒星OGLE-TR-111の周囲を公転していることが確認された唯一の惑星である（2つ目の惑星が存在する可能性も提案されている）。
2002年、Optical Gravitational Lensing Experimentは4日ごとに周期的に恒星からの光が若干弱くなるのを観測した。これは惑星程度の大きさの天体が恒星前面を通過していることを示唆していた。しかし、その天体の質量は測定されず、これが真の惑星なのか赤色矮星またはその他なのかは確定できなかった。2004年、視線速度の測定により、この天体は真の惑星であることが確実になった。
この惑星は、主星の近くを公転する他のホットジュピターと非常に似ているかもしれない。質量は木星の半分程度で、軌道半径は地球と太陽の間の20分の1以下である。
OGLE-TR-111bは、最初に見つかったトランジット惑星であるオシリスと似た質量と軌道半径を持つ。しかし、OGLEで発見された他の惑星と同様に、半径は木星と同程度である点が異なる。しかし、これらの惑星は典型的なホットジュピターと比べて、質量はより大きく、軌道半径はより小さい。そのため、この惑星は別の種類のトランジット惑星との間の重要な「ミッシングリンク」であると考えられている。